# 935 pr. n. št.

## Smrti
- Tiglat-Pileser II., kralj Asirije (* ni znano)